# Хај Левел (Алберта)
Хај Левел (енгл. High Level) је малена варошица на крајњем северу канадске провинције Алберта у оквиру специјалне општине Макензи и статистичке регије Северна Алберта. Налази се на пола пута између главног града Алберте Едмонтона (удаљен 733 км јужније) и центра Северозападних територија града Јелоунајф (725 км северније).
Иако су први трговци крзнима дошли у ово подручје још 1786. насеље је основано тек 1947. године, а статус вароши је добило 1965. године. Прва термоелектрана у насељу је саграђена 1957, а следеће године и прва пошта. Током шездесетих година ту су пронађене веће залихе нафте, а 1963. кроз варош пролази и траса железничке пруге.
Иако насеље лежи у плодној равници, ратарство је слабо развијено због оштре климе. Западно и северно од града простире се пространа мочварна тундра.
Хај Левел лежи у зони субарктичке климе (Кепенова класификација климата Dfc), са дугим и хладним зимама и благим и кратким летима. Апсолутни минимум од -50,6 °C забележен је 13. јануара 1972. године.
Према подацима пописа становништва из 2011. у варошици је живео 3.641 становник, што је за 6,3% мање у односу на 3.887 житеља колико је регистровано приликом пописа 2006. године.
Привреда краја почива на експлоатацији нафте и шумарству.

## Становништво
| 2006. | 2011. |
| ----- | ----- |
| 3.887 | 3.641 |